# Iso646.h
iso646.hとは、標準Cライブラリのヘッダーの一つである。演算子の代替つづりをマクロとして提供する。

## 代替つづり
iso646.hをインクルードすることによって、以下に示すマクロを使用できるようになる。それぞれが演算子と対応している。
| 代替つづり | 演算子 |
| ---------- | ------ |
| and        | &&     |
| and_eq     | &=     |
| bitand     | &      |
| or         | \|\|   |
| or_eq      | \|=    |
| bitor      | \|     |
| xor        | ^      |
| xor_eq     | ^=     |
| compl      | ~      |
| not        | !      |
| not_eq     | !=     |

## iso646.hの利用例
iso646.hを利用する場面はほとんどなく、利用する場合の理由は、ISO646バリアント文字セットでCの記号が記述できなかったためである。
現在はUTF-8などに移行しているためこのヘッダーを利用する必要はない。
ここではあえてiso646.hを利用した記述の例を記述する。

### 条件分岐の演算
以下のソースコードはiso646.hを利用したand（どちらも成立していればtrue）のサンプルである。
```
#include
 
<iso646.h>

#include
 
<stdio.h>

int
 
main
(
void
)

{

  
if
(((
2
 
+
 
3
)
 
==
 
5
)
 
and
 
((
4
 
-
 
3
)
 
==
 
1
))

  
{

    
puts
(
"SUCCESS"
);

  
}

  
return
 
0
;

}

```

上記のソースコードは以下のソースコードと等価である。
```
#include
 
<iso646.h>

#include
 
<stdio.h>

int
 
main
(
void
)

{

  
if
(((
2
 
+
 
3
)
 
==
 
5
)
 
&&
 
((
4
 
-
 
3
)
 
==
 
1
))

  
{

    
puts
(
"SUCCESS"
);

  
}

  
return
 
0
;

}

```

### ビットごとの演算子
以下はiso646.hを利用したor演算のサンプルである。
bitorとなっている部分をbitandに変えればand演算になる。
```
#include
 
<iso646.h>

#include
 
<stdio.h>

int
 
main
(
void
)

{

  
if
((
1
 
bitor
 
2
)
 
==
 
3
)

  
{

    
puts
(
"SUCCESS"
);

  
}

  
return
 
0
;

}

```

上記のソースコードは以下のソースコードと等価である。
```
#include
 
<iso646.h>

#include
 
<stdio.h>

int
 
main
(
void
)

{

  
if
((
1
 
|
 
2
)
 
==
 
3
)

  
{

    
puts
(
"SUCCESS"
);

  
}

  
return
 
0
;

}

```

### 代入演算子
以下のソースコードははiso646.hを利用したor演算のサンプルである。
or_eqとなっている部分をand_eqに変えればand演算になる。
また、or_eqをxor_eqに変えるとxor演算を行うソースコードになる。
```
#include
 
<iso646.h>

#include
 
<stdio.h>

int
 
main
(
void
)

{

  
int
 
x
 
=
 
1
;

  
x
 
or_eq
 
2
;

  
if
(
x
 
==
 
3
)

  
{

    
puts
(
"SUCCESS"
);

  
}

  
return
 
0
;

}

```

上記のソースコードは以下のソースコードと等価である。
```
#include
 
<iso646.h>

#include
 
<stdio.h>

int
 
main
(
void
)

{

  
int
 
x
 
=
 
1
;

  
x
 
|=
 
2
;

  
if
(
x
 
==
 
3
)

  
{

    
puts
(
"SUCCESS"
);

  
}

  
return
 
0
;

}

```

## C++におけるiso646.h
C++ではiso646.h(ciso646)は存在するもの、上記のマクロはすべて予約語となっているため、インクルードしても何も変わらない。
そのため、C++ではiso646.hを利用する必要は全くない。
C++では、ciso646は、std名前空間に属する。